# Jacques Préboist
Pour les articles homonymes, voir Préboist.
Jacques Marcel Préboist, né le 21 mai 1923 à Marseille et mort le 5 février 1999 à Suresnes, est un acteur français.

## Biographie
Jacques Marcel Préboist est le frère de Paul Préboist. Comme celui-ci, il débute comme jockey, métier qu'exerçait leur père.
Il participe durant sa carrière à plus de 300 films et téléfilms, principalement comme figurant. La plupart des films où il est visible voient aussi à l'affiche son frère Paul qui a des rôles plus importants.
Il consacre l'essentiel de sa carrière aux cabarets, où il présente des spectacles qui le mettent en scène.

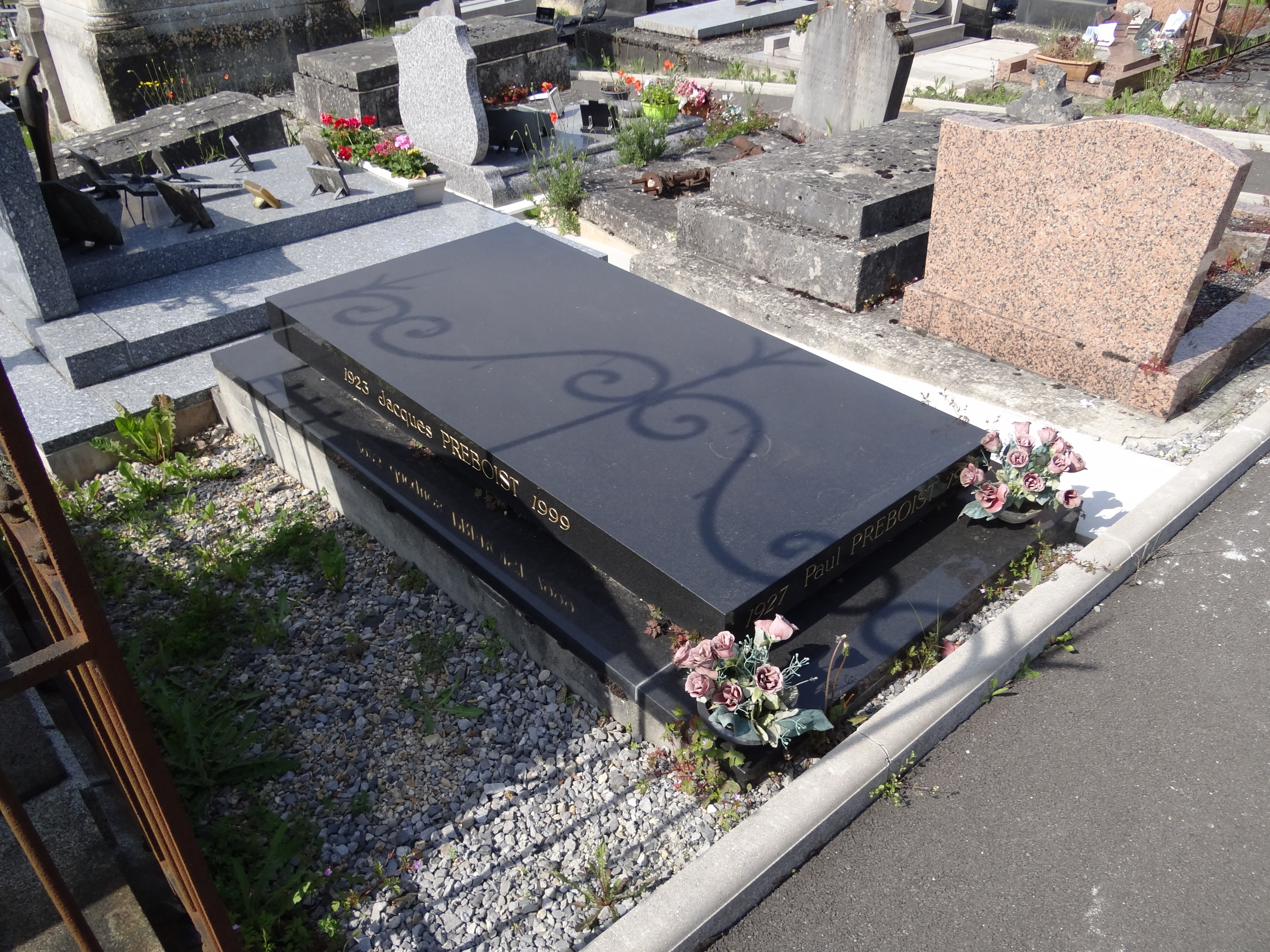
La tombe de Jacques Préboist au cimetière de Couilly-Pont-aux-Dames (Seine-et-Marne).

Il meurt de causes naturelles le 5 février 1999 à Suresnes et est inhumé auprès de son frère Paul au cimetière de Couilly-Pont-aux-Dames (Seine-et-Marne).

## Filmographie
- 1954 : Cadet Rousselle d'André Hunebelle : un voleur à l'église
- 1955 : Série noire de Pierre Foucaud : le prisonnier qui distribue le courrier
- 1956 : Fernand cow-boy de Guy Lefranc : Un cow-boy et un indien fumant le calumet
- 1957 : Ariane (Love in the afternoon) de Billy Wilder
- 1958 : Chéri, fais-moi peur de Jack Pinoteau : un homme à l'hôtel
- 1958 : Échec au porteur de Gilles Grangier :  l’homme à vélo
- 1959 : Un témoin dans la ville d'Édouard Molinaro : Un voyageur du métro
- 1959 : Le Bossu d'André Hunebelle : un homme de Peyrolles
- 1960 : Crésus de Jean Giono : un policier
- 1960 : Un taxi pour Tobrouk de Denys de La Patellière : un convive avec Ramirez
- 1960 : Le Capitan d'André Hunebelle  : un voleur coupe-bourse
- 1961 : Cartouche de Philippe de Broca : le second gendarme)
- 1961 : Le Capitaine Fracasse de Pierre Gaspard-Huit : Un homme de main de duc de Valembreuse
- 1962 : Le Magot de Josefa de Claude Autant-Lara : le facteur
- 1963 : Charade de Stanley Donen : Le vendeur de glaces
- 1964 : Les Gorilles de Jean Girault : Le bagagiste d'Orly
- 1964 : Un monsieur de compagnie de Philippe de Broca - (L'employé de la gare)
- 1964 : Moi et les hommes de quarante ans de Jack Pinoteau : un agent de police
- 1965 : Un milliard dans un billard de Nicolas Gessner : l'employé de l'aéroport
- 1966 : Le Caïd de Champignol de Jean Bastia : le chauffeur de taxi
- 1966 : Trois enfants dans le désordre de Léo Joannon : Un agent en faction
- 1966 : Paris brûle-t-il ? de René Clément : l'homme qui se rase à la fenêtre
- 1966 : Les Compagnons de la marguerite de Jean-Pierre Mocky
- 1966 : Monsieur le président-directeur général de Jean Girault : un garde mobile
- 1966 : La prise de pouvoir par Louis XIV de Roberto Rossellini (film pour la télévision, sorti en salles) : un mousquetaire
- 1966 : Les Cœurs verts d'Édouard Luntz - le beau-père de Jean-Pierre
- 1967 : La Vingt-cinquième heure d'Henri Verneuil - (Un prisonnier dans le camion)
- 1968 : Sous le signe du taureau de Gilles Grangier - (Un contractuel)
- 1968 : La Petite Vertu de Serge Korber - (Un agent de police)
- 1968 : Salut Berthe ! de Guy Lefranc
- 1968 : L'Ombre dans la glace d'André Farwagi - court métrage (25 min) -
- 1969 : L'Âne de Zigliara (Une drôle de bourrique) de Jean Canolle - (Le commis du greffe)
- 1969 : Le Dernier saut d'Édouard Luntz - (Le porteur)
- 1970 : Le Mur de l'Atlantique de Marcel Camus - (Ernest)
- 1971 : Jo de Jean Girault - (Un gendarme, aux côtés de l'adjudant (Paul Préboist))
- 1972 : Le Viager de Pierre Tchernia : le factionnaire hallebardier
- 1973 : La Belle affaire de Jacques Besnard - (Le frère Nahum 2)
- 1973 : La Dernière bourrée à Paris de Raoul André - (François, le second plombier)
- 1973 : OK patron de Claude Vital - (Le livreur)
- 1974 : Le Plumard en folie de Jacques Lemoine - (Jacky, le livreur)
- 1974 : Nada de Claude Chabrol - (Un automobiliste)
- 1975 : Dupont Lajoie d'Yves Boisset - (Un ivrogne)
- 1976 : Le Guêpier de Roger Pigaut - (Le gendarme)
- 1976 : La Grande Récré de Claude Pierson - (Jacky)
- 1980 : Les Phallocrates (ou Planque ton fric, j'me pointe) de Claude Pierson : Napoléon
- 1980 : Une merveilleuse journée de Claude Vital : le facteur
- 1981 : Signé Furax de Marc Simenon
- 1981 : Les Bidasses aux grandes manœuvres de Raphaël Delpard : le cuisinier
- 1982 : Y a-t-il un pirate sur l'antenne ? (Superflic se déchaîne) de Jean-Claude Roy : le ministre de l'intérieur
- 1983 : Le Braconnier de Dieu de Jean-Pierre Darras : Joseph
- 1983 : Les Planqués du régiment de Michel Caputo : le général
- 1983 : L'émir préfère les blondes d'Alain Payet : un sbire de Mac-Gorell
- 1983 : Un bon petit diable de Jean-Claude Brialy : frère Nick

## Théâtre
- 1958 : Auguste de Raymond Castans, mise en scène Jean Wall,  Théâtre des Célestins